# Meilenberg
Der Meilenberg ist eine 707 m hohe Erhebung im Bayerischen Alpenvorland bei Icking. Am flachen höchsten Punkt befindet sich ein steinernes Kreuz. Wenig unterhalb südöstlich der gleichnamige Weiler Meilenberg.